# Nizina Atlantycka

Nizina Atlantycka na tle Stanów Zjednoczonych

Nizina Atlantycka (ang. Atlantic Coastal Plain) – nizina we wschodniej części Stanów Zjednoczonych, nad Oceanem Atlantyckim. Położona jest na wschód od Appalachów, pomiędzy półwyspem Cape Cod a Florydą. Wraz z Niziną Zatokową tworzy większą Nizinę Nadbrzeżną.
Nizina Atlantycka rozciąga się na ponad 2000 km długości, jej szerokość zaś waha się od 30 do 160 km; położona jest na wysokości do 100 m n.p.m. Przepływają przez nią rzeki Delaware, Susquehanna, Potomak, Roanoke i Savannah.
Klimat na północy umiarkowany, ciepły, morski, w części środkowej podzwrotnikowy morski, na południu zwrotnikowy morski. Region rozwiniętego rolnictwa, północna część Niziny Atlantyckiej silnie uprzemysłowiona i zurbanizowana. Największe miasta: Nowy Jork, Baltimore, Waszyngton, Richmond oraz Norfolk.